# Mycobates patrius
Mycobates patrius är en kvalsterart som beskrevs av Shaldybina 1970. Mycobates patrius ingår i släktet Mycobates och familjen Punctoribatidae. Inga underarter finns listade i Catalogue of Life.